# Sainte-Geneviève-lès-Gasny
Sainte-Geneviève-lès-Gasny település Franciaországban, Eure megyében. Lakosainak száma 648 fő (2022. január 1.). Sainte-Geneviève-lès-Gasny Gommecourt és Limetz-Villez községekkel határos.

## Népesség
A település népessége az elmúlt években az alábbi módon változott:
| Lakosok száma | 184  | 387  | 732  | 641  | 671  | 669  | 663  | 670  | 660  | 648  |
|               | 1968 | 1982 | 1990 | 2006 | 2013 | 2015 | 2017 | 2019 | 2020 | 2022 |